# Baulowie

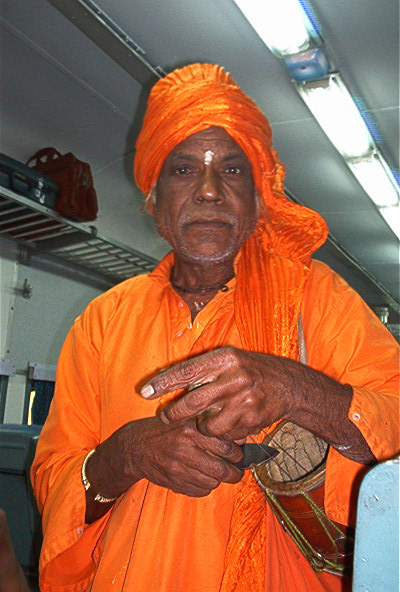
Muzykujący baul spotkany w pociągu

Baulowie (beng. বাউল, ang. baul) – synkretyczna heterodoksyjna tradycja pobożnościowa aktywna w Bengalu Zachodnim i Bangladeszu o tantryczno-jogicznym zabarwieniu. Zawiera elementy przejęte z bengalskich szkół sufizmu i buddyzmu oraz rytuały seksualne.
Współcześnie można ją pojmować jako baulów hinduistycznych i baulów muzułmańskich.

## Etymologia
Słowo baul jest pochodzenia sanskryckiego. Wywodzone jest od słów wjakula (zmieszany) i watula (szalony). Członkowie tej tradycji często dołączają do swoich imion tytuły pagal lub kszepa o bezpośrednim znaczeniu szalony gloryfikując znaczenie szalony miłością do Boga.
- W odniesieniu do kobiet, stosuje się termin baulini[3].

## Historia
Początków tego ruchu poszukuje się w okresie między XV a XVII wiekiem. Szczególny rozkwit i wzrost znaczenia osiągnęli w XIX i w początkowych latach XX wieku. Naukową recepcję wspólnoty datuje się od 1870.

## Doktryna
W tej tradycji odrzuca się:
- indyjskie normy podziału kastowego
- święte teksty hinduizmu (w tym Wedy) i islamu (w tym Koran)
- zasługę z odbywania pielgrzymek do miejsc świętych (tzw. tirtha)
- kult świątynny
- modlitwy przy grobach świętych w dargah i mahasamadhi
- ascezę, odosobnienie i celibat
- prawo szariatu
- tabu nieczystości kobiety podczas okresu menstruacji
- możliwość wyzwolenia po śmierci[4].

## Siddhapurusza
Wobec negacji kanonicznych ksiąg świętych i znikomej twórczości własnej w zakresie pism doktrynalnych, najważniejszy dla adepta na duchowej drodze staje się guru (Siddhapurusza, czyli „doskonały człowiek”). Poprzez guru, który osiągnął już wyzwolenie, najpełniej manifestuje się Bóg.

## Najwyższa istota
Boga baulowie określają wieloma imionami, wspólnymi dla religii obecnych w północno-wschodnich Indiach (Allah, Kryszna, Sai, Człowiek Serca, Człowiek sahadźa, ...). Głoszą jego andrygoniczność i tożsamość ze światłem, oddechem i jaźnią.

## Droga duchowa
W swoich sadhanach baulowie dążą do odnalezienia („schwytania”) człowieka wielkości kciuka w ćakrze serca (Anahata) jako Boga w sobie, zgodnie z nauką o ciele jako mikrokosmosie (równoważniku jakościowym zewnętrznego wszechświata) (doktryną dehatattwy). Za siedzibę pozbawionego cech Najwyższego atala Iśwary uznają ćakrę sahasrara.
Droga duchowa w tradycji baulizmu podzielona jest na trzy etapy. Każdy z nich rozpoczyna się od wprowadzającego rytuału dikszy:
1. mantradiksza – adept przyjmowany jest do wspólnoty, otrzymuje duchowe imię i indywidualną mantrę
2. śikszadiksza – dalsze wprowaszenie w sadhanę
3. sanjadiksza – rozpoczynająca okres ascezy adepta[5].

## Miłość
Szczególną cechą doktrynalną, która wyróżnia nauki baulów jest miłość. Stąd rozdzielenie i tęsknota, to motyw przewodni wielu ich pieśni. Głoszą, że sposobem na doświadczenie miłości boskiej jest miłość ludzka.

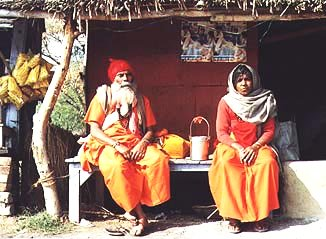
Baulowie w wiosce

## Kult ciała
- Baulowie nie budują świątyń. Uważają ludzkie ciało za jedyny instrument prowadzący do wyzwolenia, a wszelki kult niezwiązany z ciałem ludzkim jako bezużyteczny.
- W ciele subtelnym sukszmaśarira, podobnie jak inne ezoteryczne tradycje Wschodu, wyróżniają nadi i ćakry oraz kundalini.
- Są przeciwni tłumieniu instynktów płciowych jako działaniu przeciw naturze ludzkiej. Praktykują jogiczne połączenie seksualne (mithuna), według wskazówek osobistego guru, w okresie menstruacji partnerki. Równocześnie za największego wroga uważają pożądanie, któremu patronuje bóg Kama. Aby je przetransformować w środek wspierający sadhanę, baul mężczyzna wyobraża sobie siebie jako postać żeńską. Dzięki temu przezwycięża pożądanie i powstrzymuje wytrysk nasienia, a jego energię kieruje do ćakry sahasrara, aby śakti osiągnęła siedzibę Najwyższego.

## Styl życia
Baulowie prowadzą wędrowny styl życia. Przemieszczają się często łódkami po delcie Gangesu.
Żyją z jałmużny lub opłat za śpiewane pieśni i poematów religijnych. Znani są ze swych niekonwencjonalnych zachowań i zwyczajów.

## Wygląd
Mężczyźni zawiązują na czubku głowy kok ze swoich długich włosów. Ubierają się w długie, luźne, szafranowe lub białe szaty. Ich wierzchnie nakrycie często stanowi narzuta zszyta z kawałków szmat.

## Pieśni baulów
Ich pieśni religijne składają się zazwyczaj z trzech lub czterech zwrotek i refrenu. Wykonują je przy akompaniamencie ekatary i dugi wędrując po obszarze Bengalu. Treść najczęściej jest dwuznaczna, aby przed nieinicjowanymi (zob. diksza) ukryć rytualne znaczenie. Za najwybitniejszego poetę tradycji baulów uważa się Lalana Fakira.
Typy pieśni baulów:
- phuler gan (pieśni kwiatu) – mithuna podczas pierwszych trzech dni menstruacji
- parer gan (pieśni o przeprawie)[8].

## Znaczenie dla Bengalu
- Ich tradycja i pieśni należą do istotnych elementów umacniających bengalską tożsamość narodową. Taki status symbolu kulturowego przyszedł wraz z zaangażowaniem w popularyzację ich religijnych poematów. Mentorami ich pieśni tworzonych w bengali byli Rabindranath Tagore i Ksiti Mohan Sena.
- Corocznie odbywa się baulmela w miejscowości Kenduli (okręg Birbhum w stanie Bengal Zachodni)[9].